# Bulbophyllum lundianum
Bulbophyllum lundianum é uma espécie de orquídea (família Orchidaceae) pertencente ao gênero Bulbophyllum. Foi descrita por Heinrich Gustav Reichenbach e Johannes Eugen ius Bülow Warming em 1881.